# Mystiek lichaam
Mystiek lichaam. Een geschiedenis is een roman van de Nederlandse auteur Frans Kellendonk. De roman verscheen op vrijdag 9 mei 1986 bij uitgeverij Meulenhoff.

## Geschiedenis
Mystiek lichaam was de laatste roman van Kellendonk. In oktober 1985 en in mei 1986 verschenen twee hoofdstukken als voorpublicatie. Kellendonk kreeg er in 1987 de F. Bordewijk-prijs voor. Bij verschijning in mei 1986 schreef de recensent Aad Nuis een recensie waarin hij het boek antisemitisch noemde. Dit veroorzaakte een discussie die voornamelijk in kranten plaatsvond.

## Verhaal
Mystiek lichaam beschrijft het wel en wee van de familie Gijselhart over de periode van twee jaar. Het verhaal is opgeknipt in drie delen. 
In het eerste deel "Valse lente" keert Magda terug in het huis van haar vader, de weduwnaar A.W. Gijselhart. Gijselhart is een man die geld als zijn religie heeft. Hij handelt in koper en oud ijzer, bezit huizen die hij tegen woekerprijzen verhuurt en belegt in aandelen. Gijselhart beschouwt Magda, wier koosnaam Prulletje is, als een zorgenkind. Magda is in zijn ogen een lelijke meid die zich telkens laat bedriegen door mannen. Magda, op haar beurt, schaamt zich voor haar sjacherende vader. Wanneer ze dineren in een chic restaurant handelt Gijselhart opzichtig met de eigenaar over een acculader die hij in de aanbieding heeft. Gijselhart heeft succes. In ruil voor de acculader mogen hij en zijn dochter op kosten van het huis eten. Terwijl Gijselhart grote hoeveelheden drank en eten wegbunkert, vertelt Magda over de man die ze heeft ontmoet en die ze vijfendertigduizend gulden heeft geleend. Gijselhart ontbrandt in woede. Buiten het restaurant glijdt hij uit en bezeert zich. Hij heeft een vermoeden dat behalve het geld dat Magda heeft verkwist, er nog een andere verrassing volgt.
Deel twee "De moederkerk" beschrijft het leven van Leendert Gijselhart. Net als zijn vader is Broer, zoals Leendert allegorisch wordt aangeduid in de roman, een handelaar. Zijn handel is geen oud ijzer maar schilderijen. Broer woont in Manhattan. Het gaat hem financieel voor de wind, hoewel hij risico's neemt door schilderijen als opties te verhandelen. Magda heeft hem een brief geschreven waarin ze vertelt dat ze zwanger is van Bruno Pechman. Ze bekent ook drie jaar eerder een abortus te hebben gehad. Broer is homoseksueel, een ontdekking die hij deed tijdens een mislukte orgie, waar ook Magda bij was. Met de jongen die hij toen ontmoette, verhuist hij naar New York. Na vijf jaar wordt de jongen ernstig ziek. Als hij na een zoveelste scheiding weer bij Broer op de stoep staat, drinkt Broer van zijn lymfe, ten bewijs dat hij niet gelooft dat de jongen sterft. De jongen sterft aan aids. Broer besluit terug te gaan naar Nederland.
In deel drie "De geschiedenis" woont Broer op de Doornenhof, bij Gijselhart en Magda. Magda is bevallen van een zoon. Ze noemt hem Victor. Gijselhart is opgetogen over zijn nieuwe rol als grootvader. Met de terugkeer van Broer is hij minder tevreden. Hij laat Broer op een zolderverdieping van de schuur wonen. Broer heeft de dodelijke ziekte, wat hem er niet van weerhoudt contact te zoeken met een tienerjongen uit de omgeving. Wanneer Magda aankondigt dat Bruno Pechman, de vader van haar kind, op bezoek komt, bereiden Broer en Gijselhart gezamenlijk de ontvangst voor. Ze wachten hem met een hagelbuks op. Met Magda als menselijk schild weet Bruno zich toch het huis binnen te dringen. Magda maakt haar vader en broer duidelijk dat ze met Bruno gaat trouwen. Bruno Pechman verschanst zich in de kamer van Magda tot op een dag Gijselhart naar binnensluipt. Hij praat met Pechman en sluit vrede met hem. Pechman bezoekt met zijn zoon zijn familie. Ten slotte vertrekt Magda met hem en Victor naar Zwitserland. Gijselhart en Broer blijven achter op de Doornenhof.

## Thema
Kellendonk was een auteur die met zijn boeken bepaalde ideeën wilde uitdrukken. De ondertitel van de roman "Een geschiedenis" is ironisch. Mystiek lichaam heeft als hoofdthema de schepping als enig zingevend beginsel in een leven dat eindig is. De titel Mystiek lichaam is een verwijzing naar het lichaam van de christelijke geloofsgemeenschap.
De roman snijdt onderwerpen aan als homoseksualiteit, dood, religie, familie en de ander. Mystiek lichaam is door sommige critici bestempeld als zedenschets, in die zin dat het in de personages van Gijselhart en Leendert een conservatieve ideologie weergeeft.

## Ontvangst
"Onmiskenbaar antisemitisme in sluiers van ironie" stond boven de recensie van Aad Nuis in de Volkskrant van 16 mei 1986. Hoewel Nuis begrijpt dat de meningen die de personages in de roman verkondigen - Gijselhart en Leendert noemen Bruno Pechman stelselmatig een jood - niet de meningen van de auteur zijn, twijfelde hij openlijk aan de intenties van Kellendonk. Nuis meende dat de ironie in de roman geveinsd is. In een interview met de VPRO-radio wees Kellendonk de indirecte beschuldigingen van antisemitisme van de hand.

## Stijl en humor
Een aspect van de roman dat door meerdere recensenten werd geroemd is de stijl. Stilistisch opvallend is het gebruik van Bijbelse uitdrukkingen die verweven zijn in de tekst. De humor in de roman stoelt vooral op het sarcasme van Gijselhart en Leendert en de klaagzangen van Magda.

### Toneelbewerking
- Johan Doesburg & Ariane Schluter, Mystiek lichaam (een toneelstuk over de economie van de liefde). Krommenie, [2001].

### Vertaling
- Corps mystique. Une histoire. [Paris], Gallimard, 1993.